# Woodbridge (Suffolk)
Woodbridge – miasto i civil parish w Wielkiej Brytanii, w Anglii, w hrabstwie Suffolk, w dystrykcie East Suffolk. W 2011 roku civil parish liczyła 7749 mieszkańców. Woodbridge jest wspomniane w Domesday Book (1086) jako Udebriga/Udebrige/Udebryge/Wdebride/Wdebrige/Wudebrige/Wudebrvge.